# Передельський Георгій Юхимович
Георгій Юхимович Передельський (рос. Георгий Ефимович Передельский; 7 квітня 1913 — 21 листопада 1987) — радянський воєначальник, маршал артилерії (05.11.1973).

## Життєпис
Народився в селі Орловка, нині — Чулимський район Новосибірської області Росії, в селянській родині. Росіянин.
До лав РСЧА призваний Ленінським РВК Кемеровської області у 1934 році. У 1937 році закінчив Омську об'єднану військову школу імені М. В. Фрунзе. З листопада 1937 року — командир взводу полкової школи 54-го артилерійського полку, з червня 1938 року — начальник штабу артилерійського дивізіону, з березня 1939 року — помічник начальника штабу артилерійського полку. Член ВКП(б) з 1939 року.
Учасник радянсько-фінської війни 1939—1940 років. Учасник німецько-радянської війни з 1941 року, воював на Карельському фронті: помічник начальника штабу 86-го артилерійського полку 54-ї стрілецької дивізії, начальник штабу 327-го артилерійського полку 186-ї стрілецької дивізії, начальник розвідувального відділення штабу артилерії 32-ї армії, з лютого 1943 року — командир 928-го артилерійського полку 367-ї стрілецької дивізії.
Після закінчення війни продовжив військову службу: начальник відділу штабу артилерії Біломорського та Північного військових округів. У 1948 році закінчив Вищу офіцерську артилерійську штабну школу. З 1953 року — начальник штабу артилерії Північного ВО. У 1957 році закінчив Вищі академічні курси при Військовій академії Генштабу. З 1959 року — командувач артилерією Північного ВО.
З 1962 року — начальник ракетних військ і артилерії Закавказького військового округу. У 1965 році закінчив Військову академію імені М. В. Фрунзе і призначений на посаду заступника командувача, а з 1969 року — командувача ракетними військами і артилерією сухопутних військ СРСР.

## Нагороди
Нагороджений орденами Леніна, Жовтневої революції, трьома орденами Червоного Прапора (05.06.1942, …), орденами Кутузова 1-го ступеня, Суворова 3-го ступеня (13.11.1944), Вітчизняної війни 1-го ступеня (11.03.1985), Червоної Зірки, «За службу Батьківщині у Збройних Силах СРСР» 3-го ступеня, медалями та іноземними нагородами.